# سیساکت
سیساکت (به لاتین: Sisaket) یک منطقهٔ مسکونی در تایلند است که در استان سیساکت واقع شده‌است. سیساکت ۳۶٫۶۶ کیلومتر مربع مساحت و ۳۹٬۶۷۹ نفر جمعیت دارد.